# Tìm vịt
Tìm vịt (tiếng Hán: 八声杜鹃, Hán Việt: Bát Thanh Đỗ Quyên, tiếng Anh: Plaintive cuckoo - Cu ai oán), tên khoa học là Cacomantis merulinus, là một loài chim trong họ Cu cu.

## Phân bố
Có 4 phân loài Tìm Vịt:

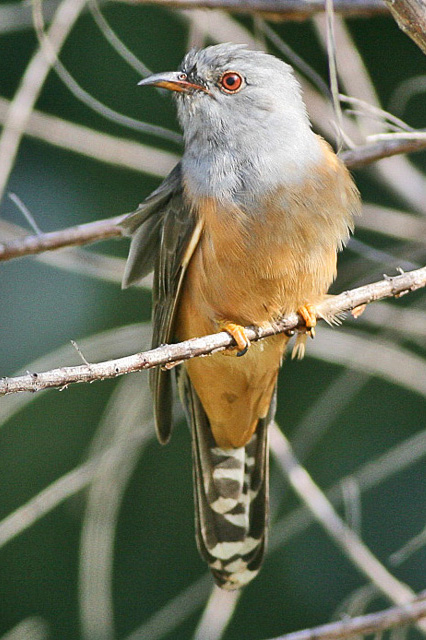
Một loài Tìm Vịt phổ biến

- C.m. merulinus được tìm thấy nhiều trên các hòn đảo lớn ở Philippines.

- C. m. querulus là phân loài phân bố rộng nhất, ở khu vực Đông bắc Ấn Độ, Bangladesh, nam Trung Quốc, Indonesia, Myanmar, Thái Lan, Campuchia, Lào và Việt Nam. Mùa hè chúng xuất hiện ở khu vực Trung Quốc và di cư xuống phía nam vào mùa đông.
- C. m. threnodes được tìm thấy ở Bán đảo Mã Lai, Sumatra và Borneo
- C. m. lanceolatus ở Java, Bali và Sulawesi.

Chim Cu bụng xám (C. passerinus) trước đây được phân loại là một phân loài của Tìm Vịt nhưng hiện nay thường được coi là một loài riêng biệt.

## Đặc tính
Tìm Vịt phân bố ở ven rừng, rừng thưa, đồng cỏ, nông trại, công viên. Chúng ăn những loài động vật không xương sống. Chúng sống đơn độc và thường khó nhìn thấy.
Chúng thuộc loài ký sinh nuôi dưỡng, thường đẻ trứng vài tổ của một số chi thuộc họ Chiền chiện như: chi Chiền chiện, chi Prinias và chi Chích bông. Những quả trứng tương tự như những quả trứng của loài vật chủ nhưng lớn hơn. Những con chim nhỏ thường bao vây Tìm Vịt để xua đuổi nó khỏi tổ của chúng.

## Hình ảnh

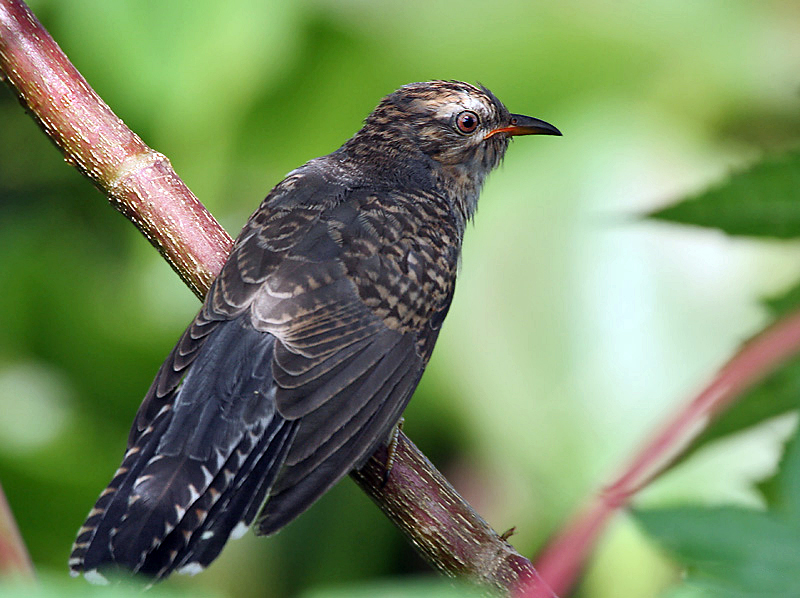
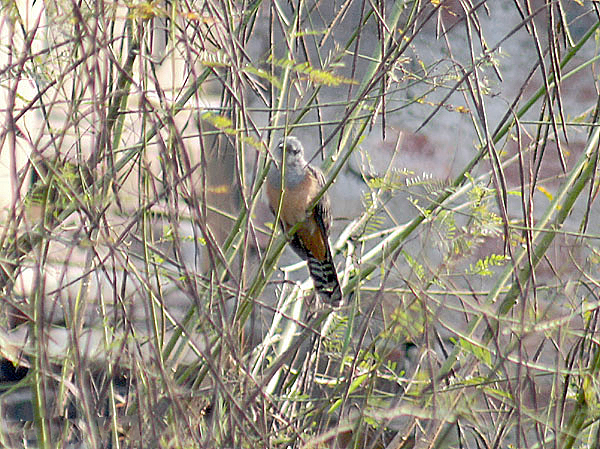
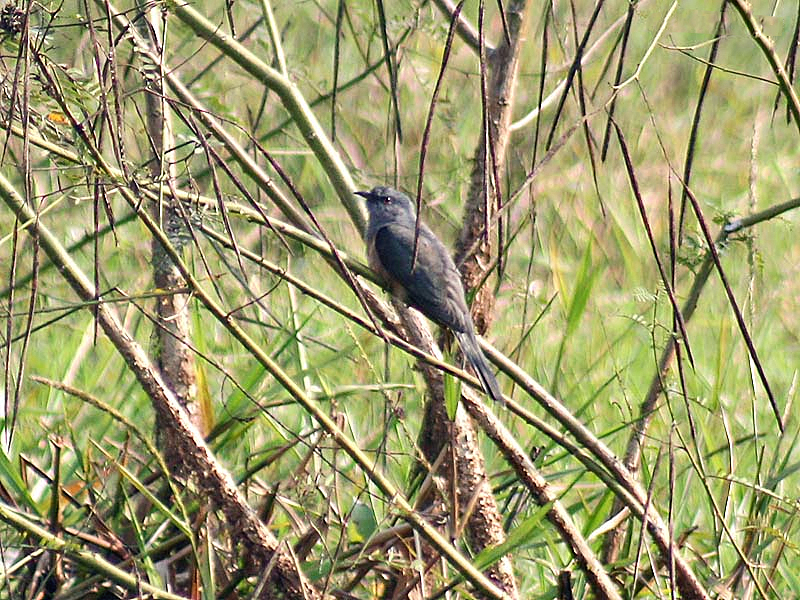
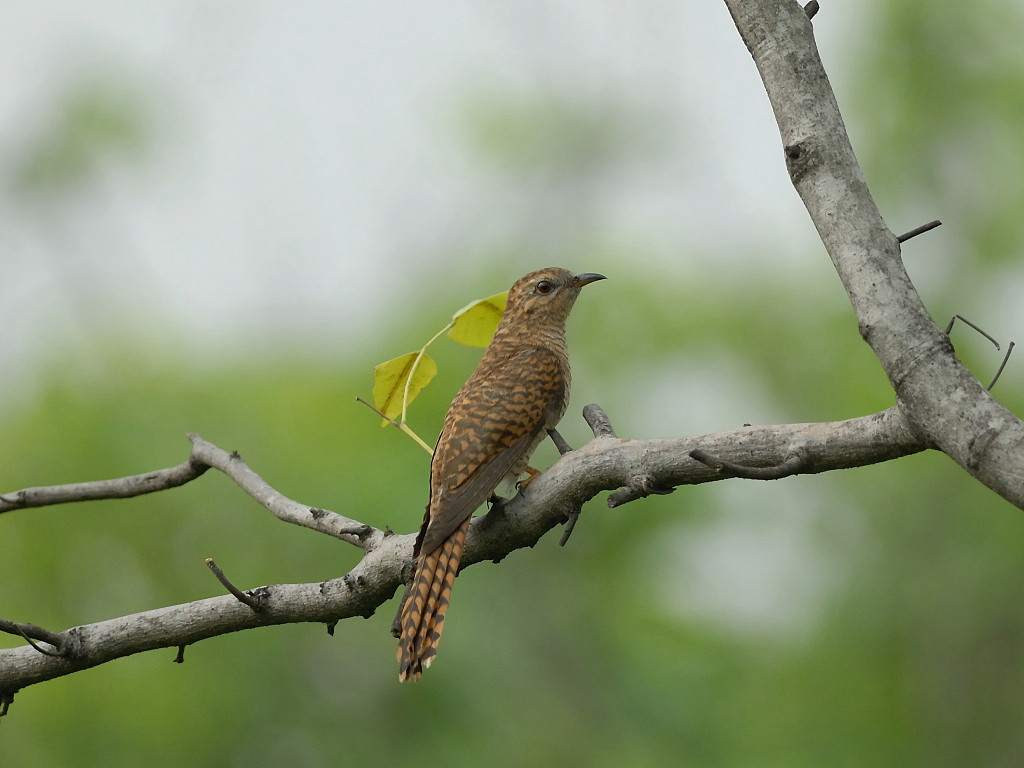